# Laveline-devant-Bruyères
Pour les articles homonymes, voir Laveline et Bruyères.
Laveline-devant-Bruyères ([lavlindəvɑ̃bʁyjɛʁ] , en vosgien de la montagne [loːvliːn]) est une commune française située dans le département des Vosges, en région Grand Est.
Ses habitants sont appelés les Lavelinois.

## Géographie

### Localisation

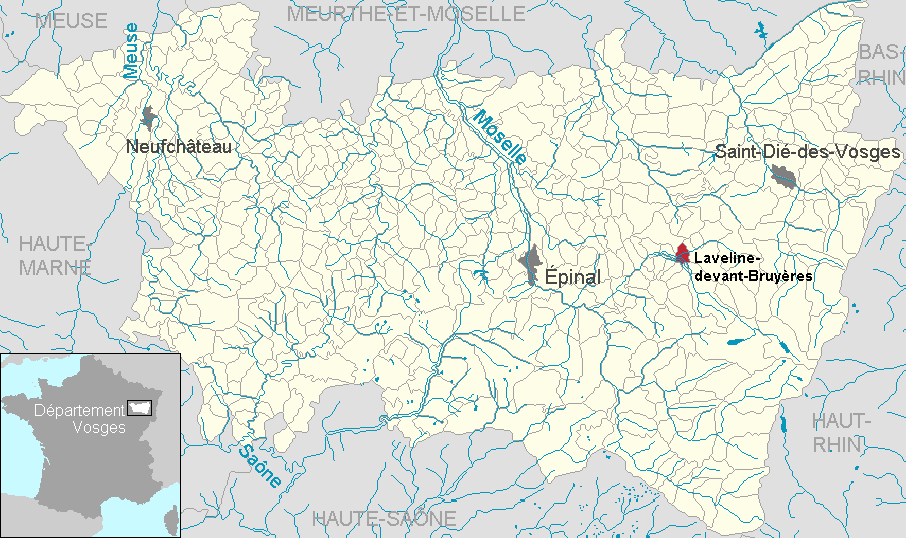
Localisation dans le département.

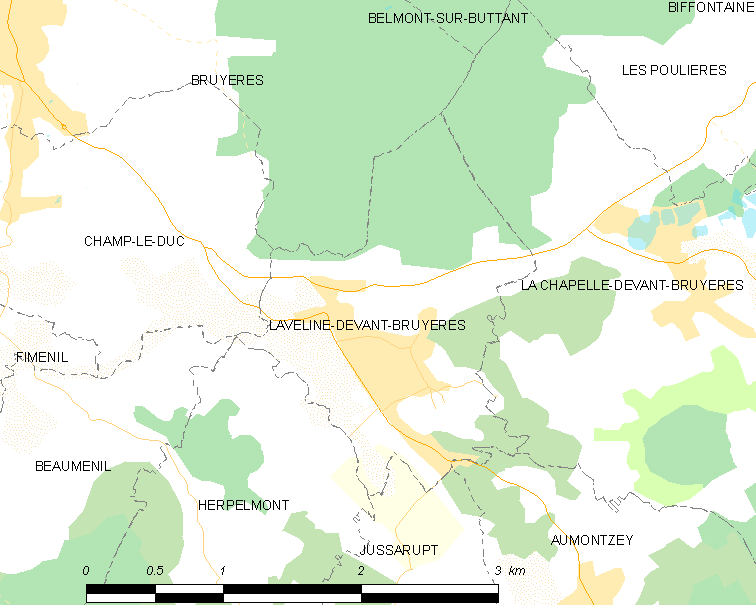
Situation géographique de Laveline-devant-Bruyères.

Le village de Laveline-devant-Bruyères est situé au confluent de la Vologne et du Neuné, à 4 km au sud-est de Bruyères. Les hameaux qui le composaient jadis sont disséminés sur les coteaux mais la configuration du bourg a été transformée par la création dans la vallée d'une grande filature qui s'est entourée d'une importante cité ouvrière. Deux lignes de chemin de fer ont également organisé la topographie de la commune : la ligne 18, toujours en service avec un arrêt local, et la ligne 185 fermée depuis 1988.

### Géologie et relief
La commune se compose de 54,03 hectares de territoires artificialisés (17,37 %), 150,55 hectares de territoires agricoles (48,41 %) et 106,76 hectares de forêts et milieux semi-naturels (34,33 %).
Espaces naturels :
- Un espace protégé Natura 2000 :

Massif vosgien.
- Une zone naturelle d'intérêt écologique, faunistique et floristique (Znieff) :

Massif vosgien.
Le point culminant, le Borémont, partagé avec la commune de Bruyères, se situe au nord. Les autres communes limitrophes sont Champ-le-Duc à l'ouest, Herpelmont au sud-ouest, Jussarupt et Aumontzey au sud, et La Chapelle-devant-Bruyères à l'est. Granges-sur-Vologne est à 6 km en direction de Gérardmer et Corcieux à 10 km.
| Champ-le-Duc | Bruyères                |                                               |
| Beauménil    | Laveline-devant-Bruyère | La Chapelle-devant-Bruyères                   |
| Herpelmont   | Jussarupt               | Aumontzey (Cne déléguée de Granges-Aumontzey) |

### Hydrographie et les eaux souterraines
Hydrogéologie et climatologie : Système d’information pour la gestion des eaux souterraines du bassin Rhin-Meuse :
Territoire communal : Occupation du sol (Corinne Land Cover); Cours d'eau (BD Carthage),
Géologie : Carte géologique; Coupes géologiques et techniques,
 Hydrogéologie : Masses d'eau souterraine; BD Lisa; Cartes piézométriques.
La commune est située dans le bassin versant du Rhin au sein du bassin Rhin-Meuse. Elle est drainée par la Vologne et le ruisseau le Neune,.
La Vologne prend sa source à plus de 1 240 mètres d'altitude, sur le domaine du jardin d'altitude du Haut-Chitelet, entre le Hohneck et le col de la Schlucht, et se jette dans la Moselle à Jarménil, à 358 m d'altitude.
Le Neuné, d'une longueur totale de 24,5 km, prend sa source dans la commune de Gerbépal et se jette dans la Vologne en limite du territoire communal, Herpelmont, Beauménil et Champ-le-Duc, après avoir traversé sept communes.

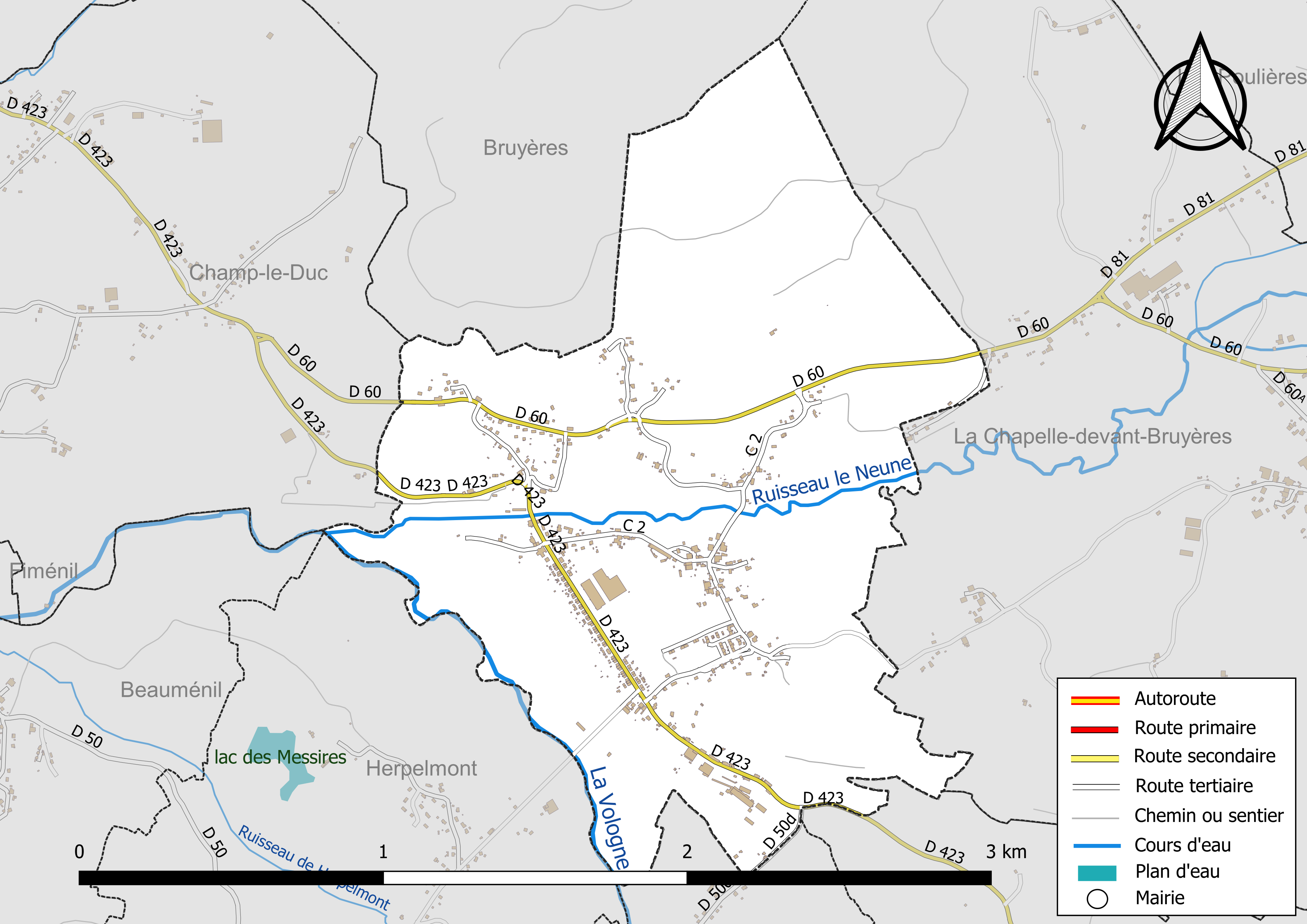
Réseaux hydrographique et routier de Laveline-devant-Bruyères.

La qualité des eaux de baignade et des cours d'eau peut être consultée sur un site dédié géré par les agences de l'eau et l'Agence française pour la biodiversité.

### Climat
Pour des articles plus généraux, voir Climat du Grand Est et Climat des Vosges.
En 2010, le climat de la commune est de type climat de montagne, selon une étude du Centre national de la recherche scientifique s'appuyant sur une série de données couvrant la période 1971-2000. En 2020, Météo-France publie une typologie des climats de la France métropolitaine dans laquelle la commune est exposée à un climat semi-continental et est dans la région climatique Vosges, caractérisée par une pluviométrie très élevée (1 500 à 2 000 mm/an) en toutes saisons et un hiver rude (moins de 1 °C).
Pour la période 1971-2000, la température annuelle moyenne est de 9,1 °C, avec une amplitude thermique annuelle de 16,9 °C. Le cumul annuel moyen de précipitations est de 1 289 mm, avec 14,1 jours de précipitations en janvier et 10,8 jours en juillet. Pour la période 1991-2020, la température moyenne annuelle observée sur la station météorologique de Météo-France la plus proche, « Le Roulier_sapc », sur la commune du Roulier à 11 km à vol d'oiseau, est de 10,2 °C et le cumul annuel moyen de précipitations est de 1 000,2 mm. 
La température maximale relevée sur cette station est de 38,1 °C, atteinte le 25 juillet 2019 ; la température minimale est de −18,3 °C, atteinte le 20 décembre 2009,,.
Les paramètres climatiques de la commune ont été estimés pour le milieu du siècle (2041-2070) selon différents scénarios d'émission de gaz à effet de serre à partir des nouvelles projections climatiques de référence DRIAS-2020. Ils sont consultables sur un site dédié publié par Météo-France en novembre 2022.

## Urbanisme

### Typologie
Au 1er janvier 2024, Laveline-devant-Bruyères est catégorisée commune rurale à habitat dispersé, selon la nouvelle grille communale de densité à sept niveaux définie par l'Insee en 2022.
Elle est située hors unité urbaine. Par ailleurs la commune fait partie de l'aire d'attraction de Bruyères, dont elle est une commune de la couronne,. Cette aire, qui regroupe 8 communes, est catégorisée dans les aires de moins de 50 000 habitants,.

### Occupation des sols
L'occupation des sols de la commune, telle qu'elle ressort de la base de données européenne d’occupation biophysique des sols Corine Land Cover (CLC), est marquée par l'importance des territoires agricoles (48,4 % en 2018), en diminution par rapport à 1990 (49,2 %). La répartition détaillée en 2018 est la suivante :
prairies (34,2 %), forêts (34,1 %), zones urbanisées (17,5 %), zones agricoles hétérogènes (13,5 %), terres arables (0,7 %). L'évolution de l’occupation des sols de la commune et de ses infrastructures peut être observée sur les différentes représentations cartographiques du territoire : la carte de Cassini (XVIIIe siècle), la carte d'état-major (1820-1866) et les cartes ou photos aériennes de l'IGN pour la période actuelle (1950 à aujourd'hui).

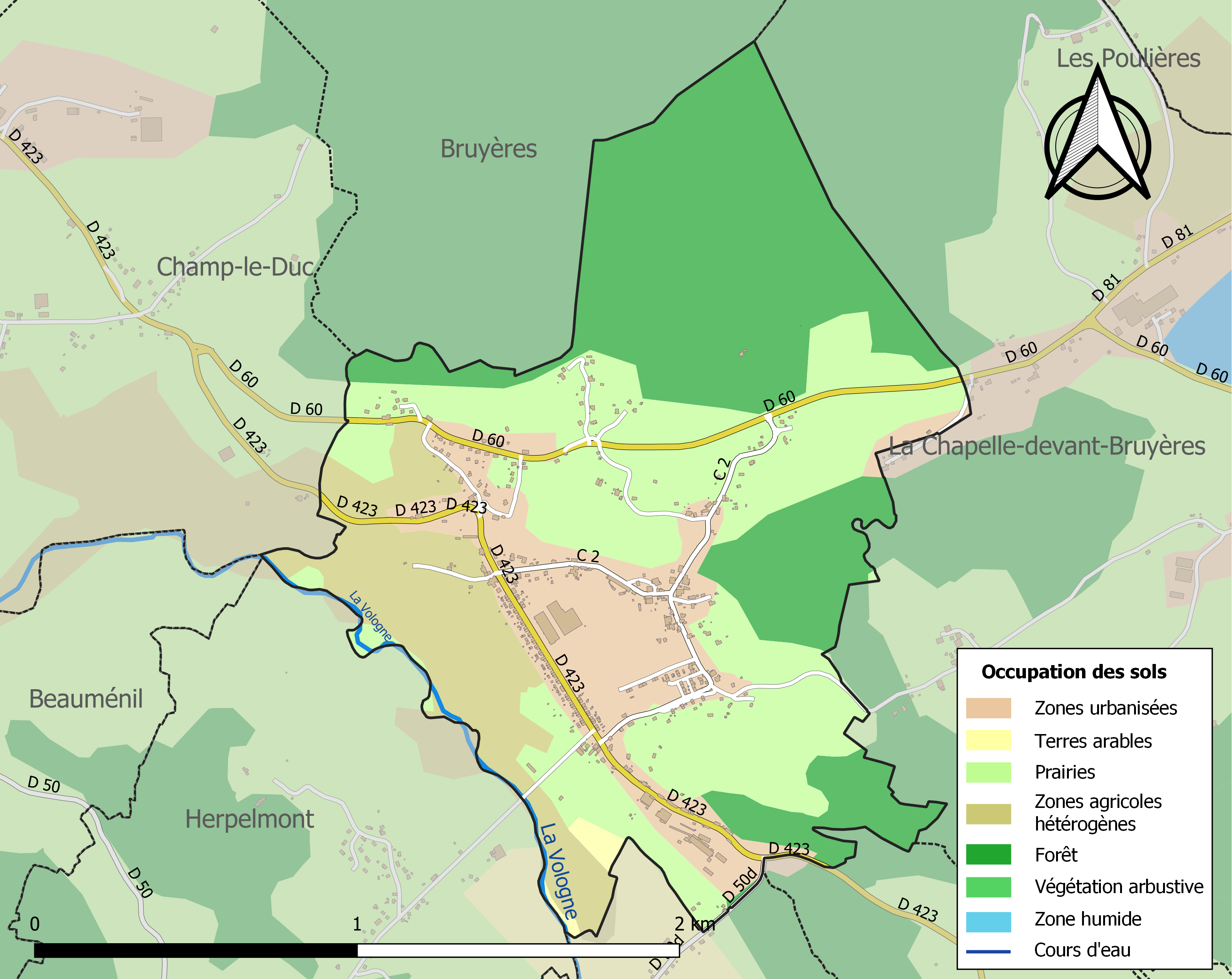
Carte des infrastructures et de l'occupation des sols de la commune en 2018 (CLC).

### Voies de communications et transports

#### Voies routières
- La commune est à 2,4 km de La Chapelle-devant-Bruyères, 3,7 de Champ-le-Duc, 63 de Colmar et 86 de Bulgnéville[20].
- A35 (aussi appelée autoroute des cigognes ou l'Alsacienne). Échangeur Colmar.
- A31 (aussi appelée autoroute de Lorraine-Bourgogne). Échangeur Bulgnéville.

#### Transports en commun

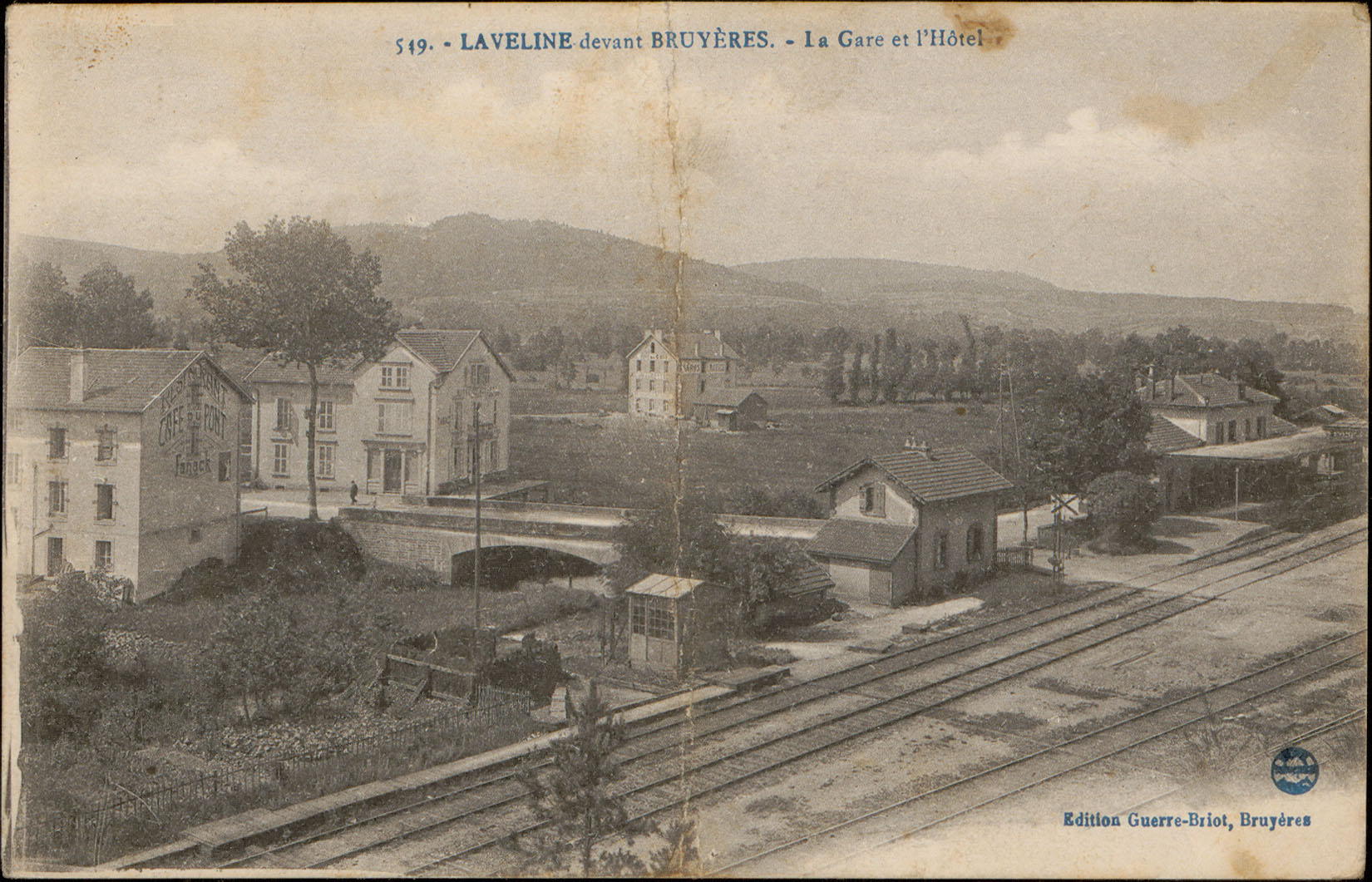
Carte postale, Laveline-devant-Bruyères, Ancienne Gare et l'Hôtel.

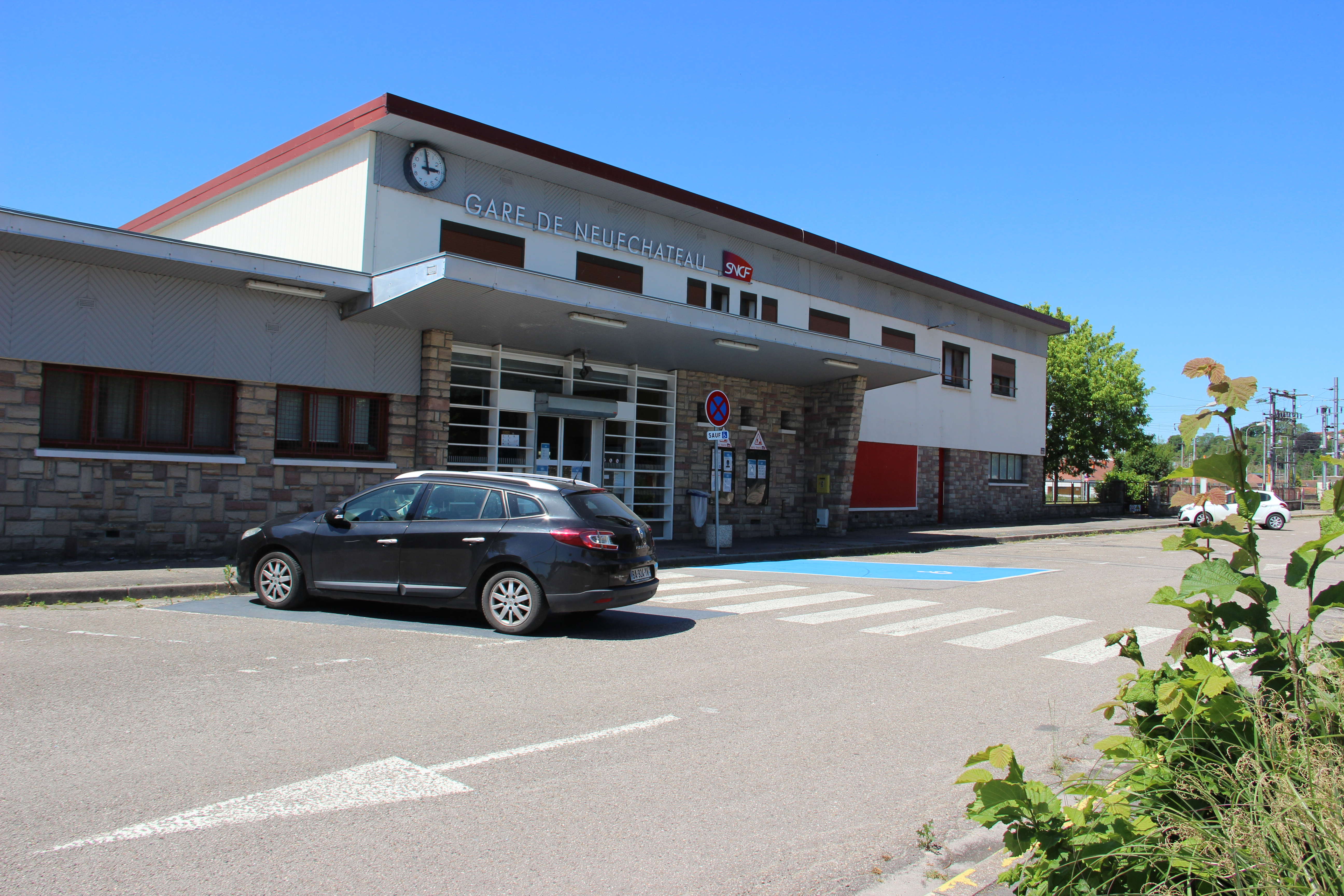
Gare de Bruyères.

- Fluo Grand Est.

#### Lignes SNCF
- Gare de Bruyères.

#### Transports aériens
- L'Aéroport d'Épinal-Mirecourt « Vosges Aéroport ».

À partir de l'été 2021, l’aéroport d’Épinal-Mirecourt est devenu le "pélicandrome" de la Zone Est et servira ainsi de base de ravitaillement et d’intervention pour les avions bombardiers d’eau connus sous le nom de Dash 8.
- Aéroport de Colmar - Houssen.

## Toponymie
Le nom de la localité est attesté sous les formes Aquilina (1340) ; Laweline devant Brueirez (1380) ; Leauvellinne (1580) ; Leaveline (1584) ; Leoveline (1656) ; Laveline (1736) ; Laveline-devant-Bruyères ou l’Aveline (1753).

Déformation de la racine aqua, fréquente dans les lieux où passent des ruisseaux. Au confluent du Neuné et de la Vologne ; De l,adjectif féminin latin aquilina, (aqua) « eau brun foncé , noirâtre » , pour désigner d'abord le Neuné, puis le village ; attraction de l,oïl aveline « noisette », peut-être pour la couleur de l'eau. L,avelinier est le noisetier lorrain. Laveline serait issu de lav (amas de rochers); d'un pierrier bien visible depuis le village.  
Laveline est au sud de Bruyères.

## Histoire

### Moyen Âge
En 1476, Varin Doron (ou Wary Doron), habitant de Bruyères alors occupée par les troupes du duc de Bourgogne Charles le Téméraire, vint trouver le duc René II de Lorraine à Strasbourg, en lui suggérant une manière de reprendre la ville en profitant de l'heure de la messe quotidienne. Le duc René met à sa disposition 120 hommes sous les ordres du capitaine de lansquenets Rudolff Harnexaire. Ceux-ci, suivant les conseils de Varin Doron, parvinrent, avec l'aide des habitants de Laveline, village voisin, à encercler l'église de Bruyères à l'heure de la messe et à faire se rendre pacifiquement la garnison bourguignonne qui y était assemblée.
Par la suite, une troupe de quatorze cents personnes, incluant tant les hommes d'Harnexaire que nombre de villageois, dont la plupart des habitants de Laveline, parvint à prendre les villes de Saint-Dié, Arches et Remiremont au nom du duc de Lorraine.
La prise du château de Bruyères eut lieu entre le 22 juin et le 14 août 1476. Ce fut le point de départ d'une série de victoires qui vit le triomphe de René II et la mort de Charles le Téméraire devant Nancy le 5 janvier 1477. Varin Doron, qui avait le plus contribué au recouvrement du château de Bruyères et à la rentrée du duc René II dans ses États, eut pour récompense le poste de sergent ès prévôtés d'Arches et de Bruyères. Cette charge héréditaire fut portée par la descendance des Doron jusqu'en 1663, puis par les Mion-Doron (du nom du mari de Barbe Doron, qui n'avait pas de frère) jusqu'en 1751.
Si, parmi la troupe de quatorze cents personnes qui a permis le retour à la Lorraine des villes de Bruyères, Saint-Dié, Arches et Remiremont, les habitants de Laveline, à peine une vingtaine, ne constituaient qu'une infime part, le duc souhaita récompenser la fidélité de ces paysans qui avaient spontanément combattu pour lui. Aussi décida-t-il de leur conférer un titre de noblesse, incluant port de blason, et furent connus sous le nom de « Gentilshommes de Laveline », titre héréditaire, pour eux et pour toute leur descendance, hommes et femmes.

### Époque contemporaine
Dès la fin du XIXe siècle, Laveline était un petit nœud ferroviaire sur la ligne d'Arches à Saint-Dié et un embranchement créant la ligne de Laveline-devant-Bruyères à Gérardmer, fermée au service voyageurs en 1988.
La ligne d'Arches à Saint-Dié, transférée par autocar le 22 décembre 2018, devrait rouvrir à l'horizon 2022 avec une rénovation des 48 kilomètres de ligne pour un coût de 21 millions d'euros.

## Politique et administration

### Découpage territorial
Par arrêté préfectoral du 15 septembre 2023, la commune est retirée le 1er janvier 2024 de l'arrondissement d'Épinal et rattachée à l'arrondissement de Saint-Dié-des-Vosges.

### Liste des maires
| Période                                  | Période        | Identité                        | Étiquette | Qualité                                                               |
| ---------------------------------------- | -------------- | ------------------------------- | --------- | --------------------------------------------------------------------- |
| Les données manquantes sont à compléter. |                |                                 |           |                                                                       |
| juin 1995                                | mars 2001      | Dominique Poirot (1950-2025)    |           | Entrepreneur en maçonnerie                                            |
| mars 2001                                | décembre 2004  | Jean Fleurence (1928-2004)      | DVG       | Décédé en cours de mandat                                             |
| janvier 2005                             | avril 2014     | Dominique Poirot (1950-2025)    |           | Maçon retraité                                                        |
| avril 2014                               | septembre 2018 | Jean-Paul Fleurence (1954-2019) |           | Chauffeur routier retraité, démissionnaire pour raison de santé       |
| novembre 2018                            | juin 2019      | Jean-Paul Petitdemange (°1949)  |           | Retraité de la fonction publique, démissionnaire pour raison de santé |
| juillet 2019                             | En cours       | Allégra Fleurence (°1978)       |           | Secrétaire de direction                                               |

## Population et société

### Démographie

#### Évolution démographique
L'évolution du nombre d'habitants est connue à travers les recensements de la population effectués dans la commune depuis 1793. Pour les communes de moins de 10 000 habitants, une enquête de recensement portant sur toute la population est réalisée tous les cinq ans, les populations de référence des années intermédiaires étant quant à elles estimées par interpolation ou extrapolation. Pour la commune, le premier recensement exhaustif entrant dans le cadre du nouveau dispositif a été réalisé en 2008.

En 2022, la commune comptait 578 habitants, en évolution de −8,25 % par rapport à 2016 (Vosges : −2,96 %, France hors Mayotte : +2,11 %).
| 1793 | 1800 | 1806 | 1821 | 1831 | 1836 | 1841 | 1846 | 1856 |
| ---- | ---- | ---- | ---- | ---- | ---- | ---- | ---- | ---- |
| 134  | 150  | 173  | 192  | 456  | 208  | 230  | 249  | 248  |

| 1861 | 1866 | 1876 | 1881 | 1886 | 1891 | 1896 | 1901 | 1906 |
| ---- | ---- | ---- | ---- | ---- | ---- | ---- | ---- | ---- |
| 246  | 237  | 283  | 315  | 363  | 342  | 305  | 291  | 288  |

| 1911  | 1921 | 1926 | 1931  | 1936  | 1946 | 1954  | 1962  | 1968  |
| ----- | ---- | ---- | ----- | ----- | ---- | ----- | ----- | ----- |
| 1 153 | 947  | 999  | 1 057 | 1 037 | 975  | 1 011 | 1 007 | 1 034 |

| 1975  | 1982 | 1990 | 1999 | 2006 | 2008 | 2013 | 2018 | 2022 |
| ----- | ---- | ---- | ---- | ---- | ---- | ---- | ---- | ---- |
| 1 024 | 829  | 737  | 687  | 656  | 647  | 638  | 591  | 578  |

### Enseignement
Établissements d'enseignements :
- Écoles maternelles et primaires Laveline-devant-Bruyères, Champ-le-Duc, Les Poulières, La Chapelle-devant-Bruyères.
- Collèges à Bruyères, Corcieux, Le Tholy, Gérardmer.
- Lycées à Bruyères, Bruyères, Gérardmer.

### Santé
Professionnels et établissements de santé :
- Médecins à Laveline-devant-Bruyères, Bruyères, Granges-sur-Vologne, Brouvelieures, Grandvillers, Corcieux, Docelles, Le Tholy, Éloyes.
- Pharmacies à Bruyères, Granges-sur-Vologne, Docelles, Le Tholy, Éloyes.
- Hôpitaux à Bruyères, Gerbépal, Gérardmer, Fraize, Rambervillers.

### Cultes
- Culte catholique,  Paroisse "Notre-Dame-du-Pays-de-l'Avison" [33], Diocèse de Saint-Dié

### Budget et fiscalité 2023
En 2023, le budget de la commune était constitué ainsi :
- total des produits de fonctionnement : 356 000 €, soit 602 € par habitant ;
- total des charges de fonctionnement : 328 000 €, soit 555 € par habitant ;
- total des ressources d'investissement : 200 000 €, soit 338 € par habitant ;
- total des emplois d'investissement : 114 000 €, soit 192 € par habitant ;
- endettement : 132 000 €, soit 223 € par habitant.

Avec les taux de fiscalité suivants :
- taxe d'habitation : 16,21 % ;
- taxe foncière sur les propriétés bâties : 32,85 % ;
- taxe foncière sur les propriétés non bâties : 13,06 % ;
- taxe additionnelle à la taxe foncière sur les propriétés non bâties : 0,00 % ;
- cotisation foncière des entreprises : 0,00 %.

Chiffres clés Revenus et pauvreté des ménages en 2021 : médiane en 2021 du revenu disponible, par unité de consommation : 19 400 €.

## Économie

### Entreprises et commerces

#### Agriculture
- Élevage de chevaux et d'autres équidés.
- Élevage d'autres bovins et de buffles.
- Élevage d'autres animaux.

#### Tourisme
- Hébergements et restauration à Champ-le-Duc, La Chapelle, Jussarupt, Aumontzey, Granges-sur-Vologne.

#### Commerces et services
- Commerces et services de proximité[36].
- Filature de la Vologne[37].
- Ancienne scierie Grosjean[38].
- Ancienne extraction granitique.

## Culture locale et patrimoine

### Lieux et monuments
- Église du Sacré-Cœur[39].

Le campanile est doté de trois cloches.
La statue du  « Sacré-Cœur », qui se trouvait au dessus du porche de l’ancienne église, est exposée à côté du cimetière.
- Chapelle Notre-Dame de Bons Secours[40].
- Croix de Chemin RD N° 60[41].
- Croix des Anifaings[42].
- Croix route de la Chapelle[43].
- Monument aux morts[44],[45] .

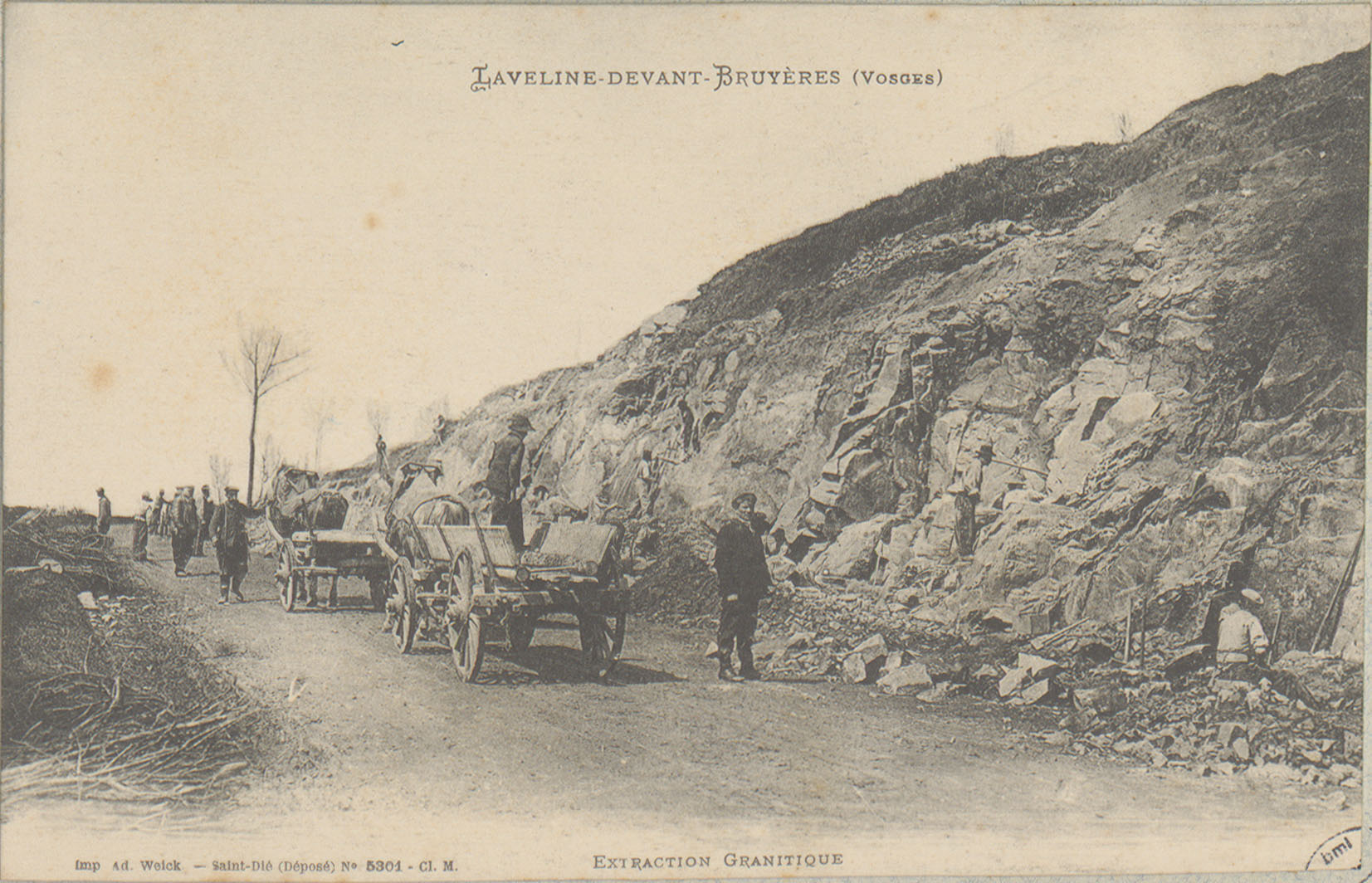
Ancienne carrière d'extraction granitique. Collection Les Cols des Vosges, entre 1880 et 1945.
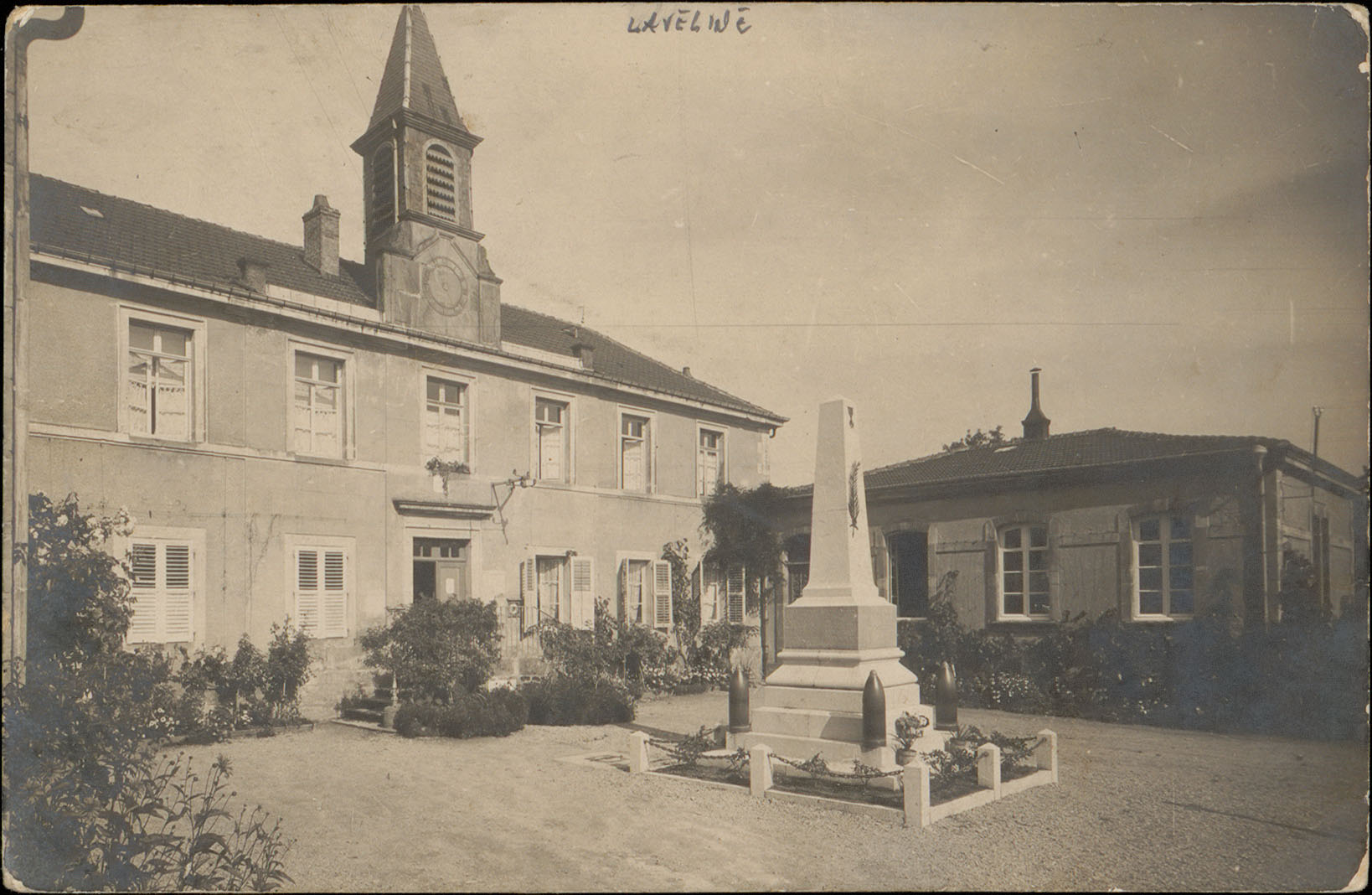
Le monument aux morts.
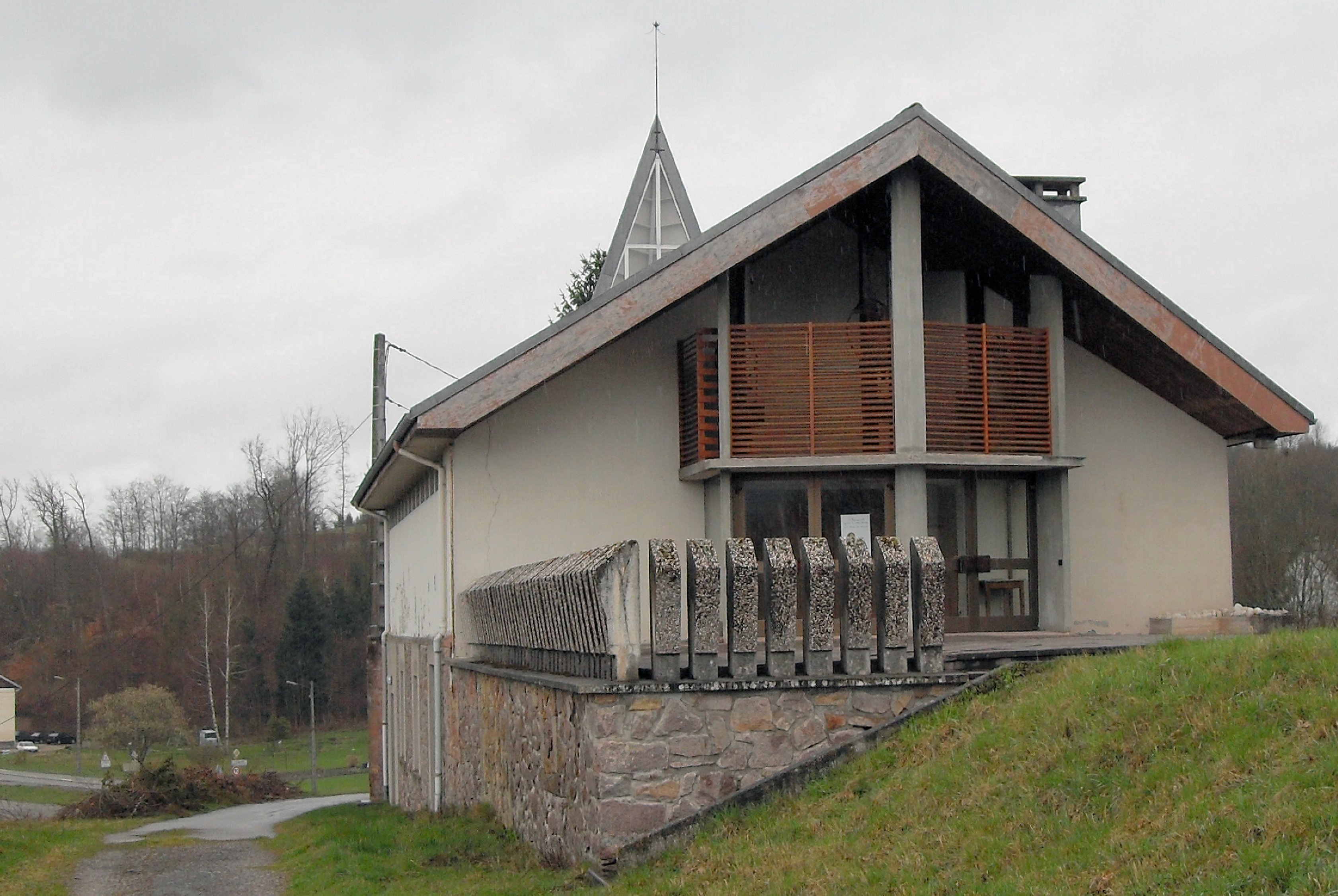
L'église moderne du Sacré-Cœur.

### Personnalités liées à la commune
- Michel-Alexandre Petitnicolas (1828-1866), prêtre, missionnaire et martyr en Corée, fut vicaire sur la commune.
- Nicolas Eugène Vallance, Chef de bataillon d'infanterie de marine[46].

### Héraldique
| Blason | Blasonnement : De gueules à deux épées d'argent emmanchées d'or mises en sautoir, et un rateau la tête en bas mis en pal d'argent, liés par un cordon d'or ; au chef cousu d'azur, chargé d'une levrette d'argent colletée d'or. Commentaires : Le blason fut donné par René II de Lorraine pour les services rendus par les habitants, agriculteurs qui surent prendre les armes en sa faveur. |

## Pour approfondir